# بيتا توفاتوفوا
بيتا توفاتوفوا (مواليد 5 نوفمبر 1983) هو لاعب تايكوندو وتزلج ريفي من دولة تونغا.